# Pierre-Louis Duchartre
Pierre-Louis Duchartre est un conservateur de musée français, spécialiste de l'histoire l'imagerie populaire, de l'histoire de la chasse et agent de la récupération artistique en Allemagne après la Seconde Guerre mondiale, né le 8 décembre 1894 à Paris 7e et mort le 2 octobre 1983 à Suresnes.

## Biographie
Dans l'immédiat après-guerre, il est l'un des principaux agents français chargés des opérations de récupération artistique en Allemagne, aux côtés de Rose Valland et d'Hubert de Brye entre autres. Par la suite, il a occupé le poste d'inspecteur principal des Musées de France.
Il est à l'origine de la création du Musée de la chasse à tir et de la fauconnerie inauguré en 1952 à Gien (Loiret), dont Henri de Linarès sera le conservateur. Il contribue également aux côtés d'Henri et Geneviève de Chasseval à la création du musée de la pêche du Château de La Bussière (Loiret), il a notamment rassemblé une grande partie des collections aujourd'hui exposées. Le musée a été inauguré en 1962. Il est l'auteur de plusieurs ouvrages consacrés à la chasse. 
Pierre-Louis Duchartre est également un grand spécialiste de l'imagerie populaire à laquelle il a consacré plusieurs ouvrages de référence (souvent en collaboration avec René Saulnier), notamment sur l'imagerie parisienne, l'imagerie bretonne, l'imagerie d'Epinal, mais aussi sur l'imagerie populaire russe ou loubok. Il s'est également intéressé à la commedia dell'arte, aux cartes à jouer.
Il est le petit-fils du botaniste Pierre Duchartre (1811-1894).